# Resolució 1221 del Consell de Seguretat de les Nacions Unides
La Resolució 1221 del Consell de Seguretat de les Nacions Unides, adoptada per unanimitat el 31 de desembre de 1999 després de reafirmar la resolució 696 (1991) i totes les resolucions posteriors sobre Angola, en especial la 1196 (1998) i la 1219 (1998) el Consell va condemnar l'enderroc de dos avions comercials al territori controlat per UNITA a Angola i va exigir que el líder d'UNITA Jonas Savimbi cooperés en la recerca de supervivents dels últims accidents aeris.
El Consell de Seguretat va expressar indignació davant el derrocament d'un segon avió de les Nacions Unides sobre territori controlat per UNITA el 2 de gener de 1999, el que eleva el nombre total d'aeronaus perdudes en els últims mesos a sis. Hi va haver preocupació pel destí dels passatgers i la tripulació a bord de l'avió i la pèrdua de vides. Va deplorar la falta de cooperació d'UNITA per aclarir les circumstàncies dels incidents i permetre missions de recerca i rescat de les Nacions Unides; aquests atacs són inacceptables i injustificables.
Actuant sota el Capítol VII de la Carta de les Nacions Unides, el Consell va condemnar les circumstàncies sospitoses en què es van derrocar dos avions i altres aeronaus comercials de les Nacions Unides i va exigir que cessessin immediatament tots aquests atacs. Va reafirmar el seu compromís d'establir la veritat sobre tots els incidents a través d'una investigació internacional objectiva, amb la que UNITA hauria de cooperar.
La resolució va reiterar que Jonas Savimibi hauria de cooperar amb les Nacions Unides i en la recerca de possibles supervivents després de concloure que no havia complert amb la Resolució 1219. Acollia amb satisfacció el compromís del Govern d'Angola per ajudar en la recerca i salvament de possibles supervivents i es va demanar a l'Organització d'Aviació Civil Internacional (OACI) que ajudés en la investigació.
Es va recordar a tots els països que compleixin la implementació de les sancions contra UNITA imposades en les resolucions 854 (1993), 1127 (1997) i 1173 (1998), amb el Consell afirmant que jutjaria les violacions i consideraria la imposició de mesures addicionals, fins i tot en l'àmbit de les telecomunicacions. Finalment es va demanar al president del Comitè establert en la Resolució 864 que consultés amb l'Organització d'Unitat Africana i la Comunitat de Desenvolupament de l'Àfrica Austral sobre l'aplicació de les sancions.